# McCafé

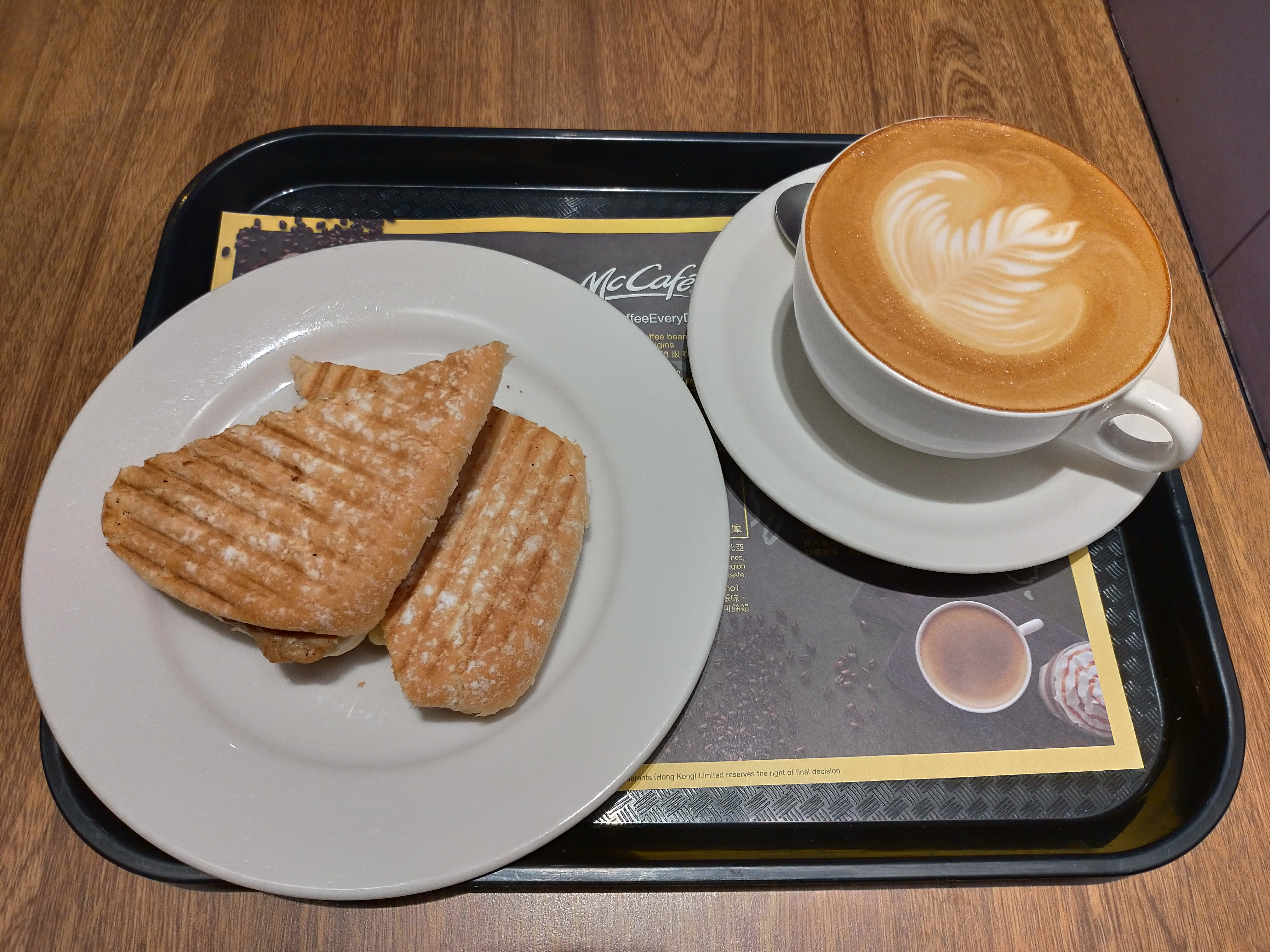
McCafé出售的咖啡及包點

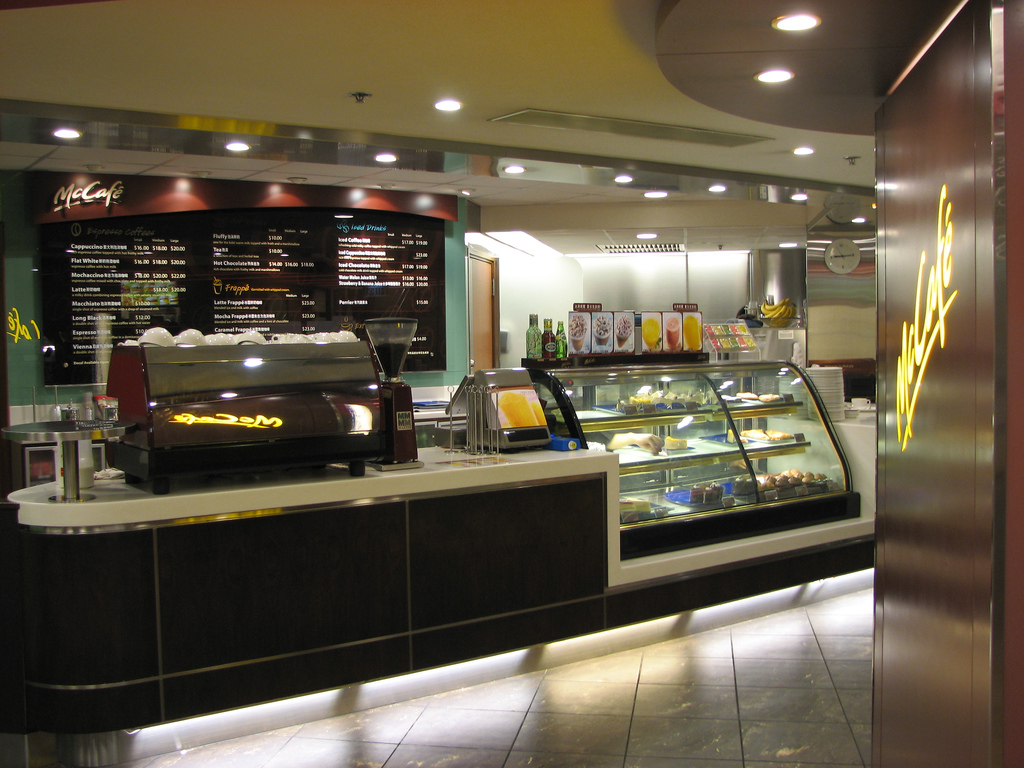
香港的一家McCafé

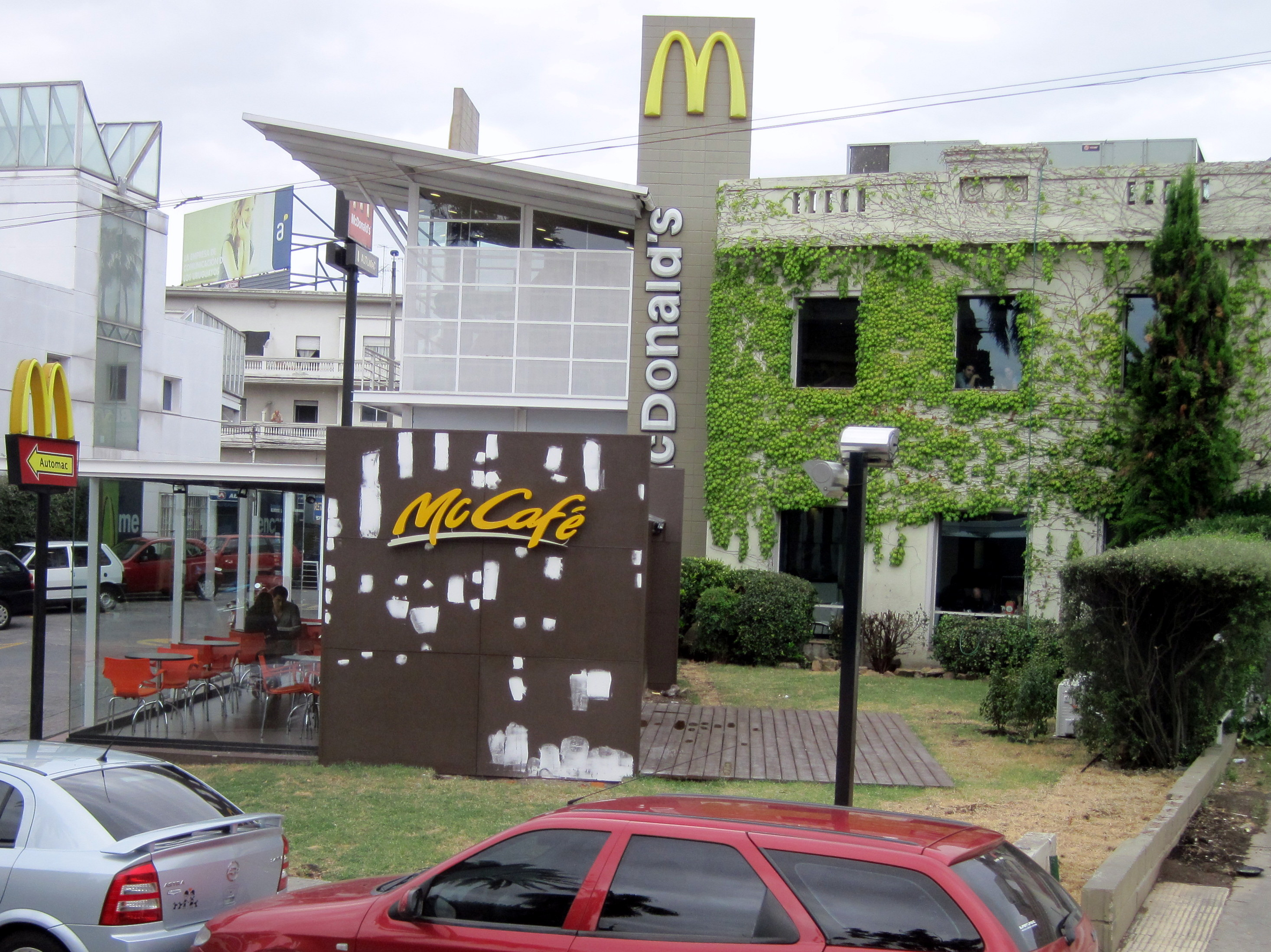
McCafé在蒙得维的亚的一间门店

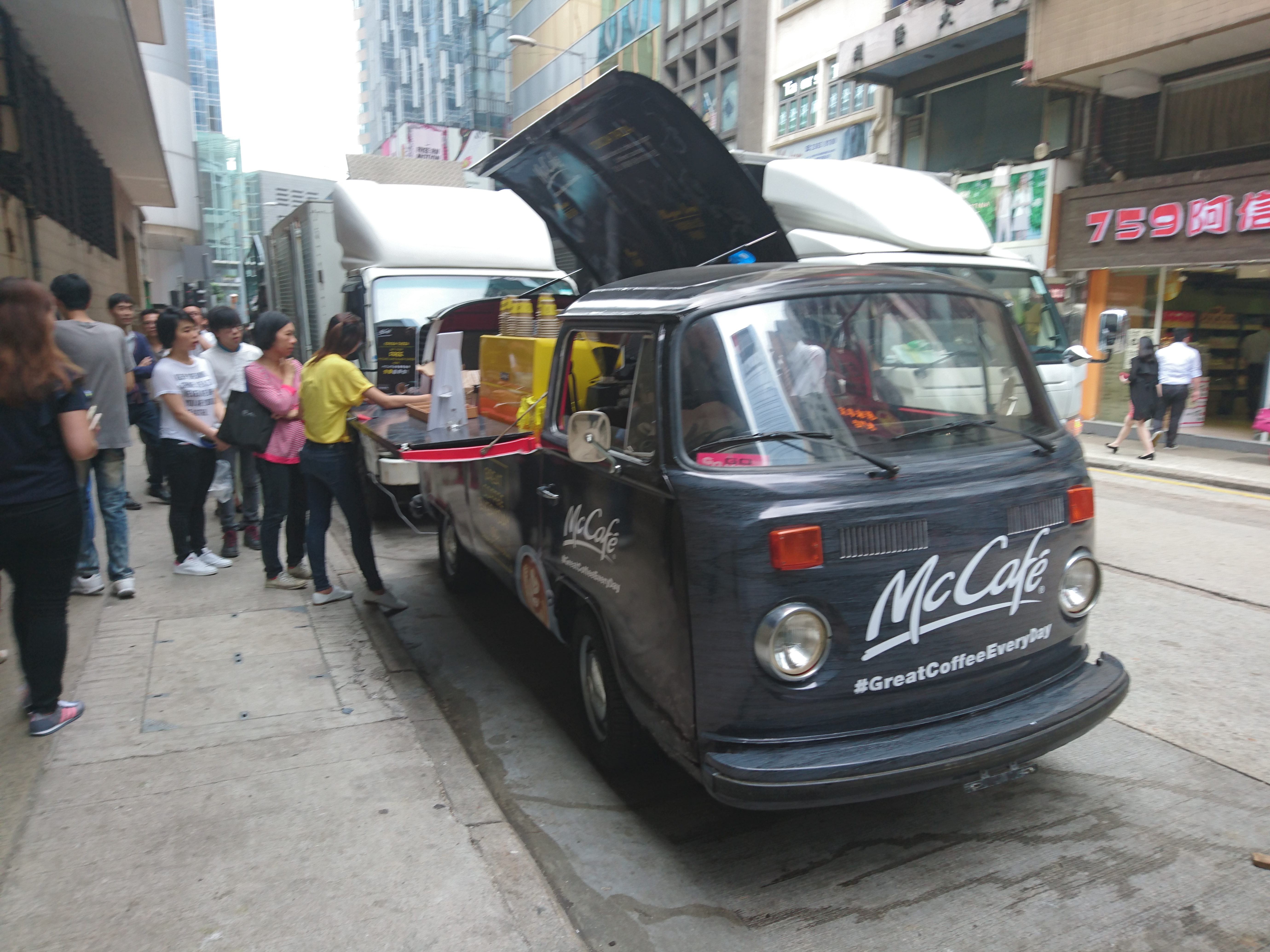
一輛McCafé宣傳車

McCafé（中国大陆译为麦咖啡）是咖啡屋風格的食品和飲品連鎖店，由麥當勞公司所有。該連鎖店最初於1993年在澳大利亞的墨爾本創辦，反映了消費者在濃縮咖啡方面的消費傾向。报告指出，附有門店的麥當勞比通常的麥當勞快餐店多獲得15%的收入，到2003年，成为了澳大利亞和新西蘭最大的咖啡店品牌。
麦当劳自2009年6月3日起，在北京、上海、广州、深圳、武汉、南京和天津7大城市推出鲜煮咖啡，而后又于同年7月22日，将中国大陆其他地区的1000余家餐厅供应的咖啡全面使用取代原来的特级香浓咖啡。
中国大陆市场的鲜煮咖啡的主要原料采用阿拉比卡咖啡豆，该咖啡豆生长在中南美洲地区，加工时经过筛选和烘焙，再经过麦当劳的鲜煮工艺加工而得。

## 门店
McCafé的门店一般位于麦当劳餐厅内，拥有不同于普通麦当劳餐厅的桌椅，供应浓缩咖啡、拿铁咖啡、摩卡咖啡、冰咖啡和茶类产品等多种饮料以及蛋糕等甜品。McCafé的咖啡品种没有星巴克多，但价格全部都较后者便宜。
中国大陆地区有一部分店面有独立的门店。没有门店的麦当劳餐厅只有鲜煮咖啡这一种咖啡供应。
香港首間McCafé於1999年在上環榮山麥當勞餐廳內開業。2012年1月17日於鰂魚涌商業區開設亞太區首間獨立營運的概念店，店內售賣特色咖啡及食品，包括獨有的「梳乎厘咖啡」，目標顧客伸延至白領一族。
2023年9月，香港McCafé取代麥當勞咖啡，全面為香港麥當勞全市分店提供咖啡。
新加坡全岛的McCafé自2025年3月27日起停运。

## 主要竞争对手
- 星巴克
- 太平洋咖啡